# Dave Sabo
David Michael Sabo conosciuto anche come The Snake, detto Dave (Perth Amboy, 16 settembre 1964), è un chitarrista statunitense.
È noto per essere stato il cofondatore degli Skid Row, insieme a Rachel Bolan, e con Scotti Hill sono i tre rimanenti della formazione originale della band.

## Biografia
Iniziò a suonare la chitarra a 14 anni. Sabo, conosciuto come Snake per gli amici, era cresciuto con il suo vicino e compagno di scuola Jon Bon Jovi a Sayreville, New Jersey. Egli fu anche il primo chitarrista dei Bon Jovi, ma Sabo non fu mai totalmente d'accordo con il sound troppo glam che la band ricercava, e dovette abbandonare la band quando Richie Sambora vi si insediò. Pochi anni dopo incontrò Rachel Bolan, un bassista locale con cui strinse una forte amicizia, e con il quale fondò nel 1986 gli Skid Row. Snake aveva in precedenza militato in diverse band. Aveva avuto un'esperienza di 5 anni in una band che vedeva all'interno anche i futuri membri dei Britny Fox Billy Childs e Johnny Dee, ma aveva anche collaborato con lo stesso Jon Bon Jovi in un paio di band prima che questo trovasse la popolarità con i Bon Jovi nel 1983.
Nel 1989 ha anche partecipato come ospite all'album Trouble Walkin' del chitarrista Ace Frehley insieme agli altri membri degli Skid Row. Nello stesso anno contribuì alla composizione del brano degli Shark Island "Somebody's Falling", contenuto nel loro album Law of the Order.

## Discografia

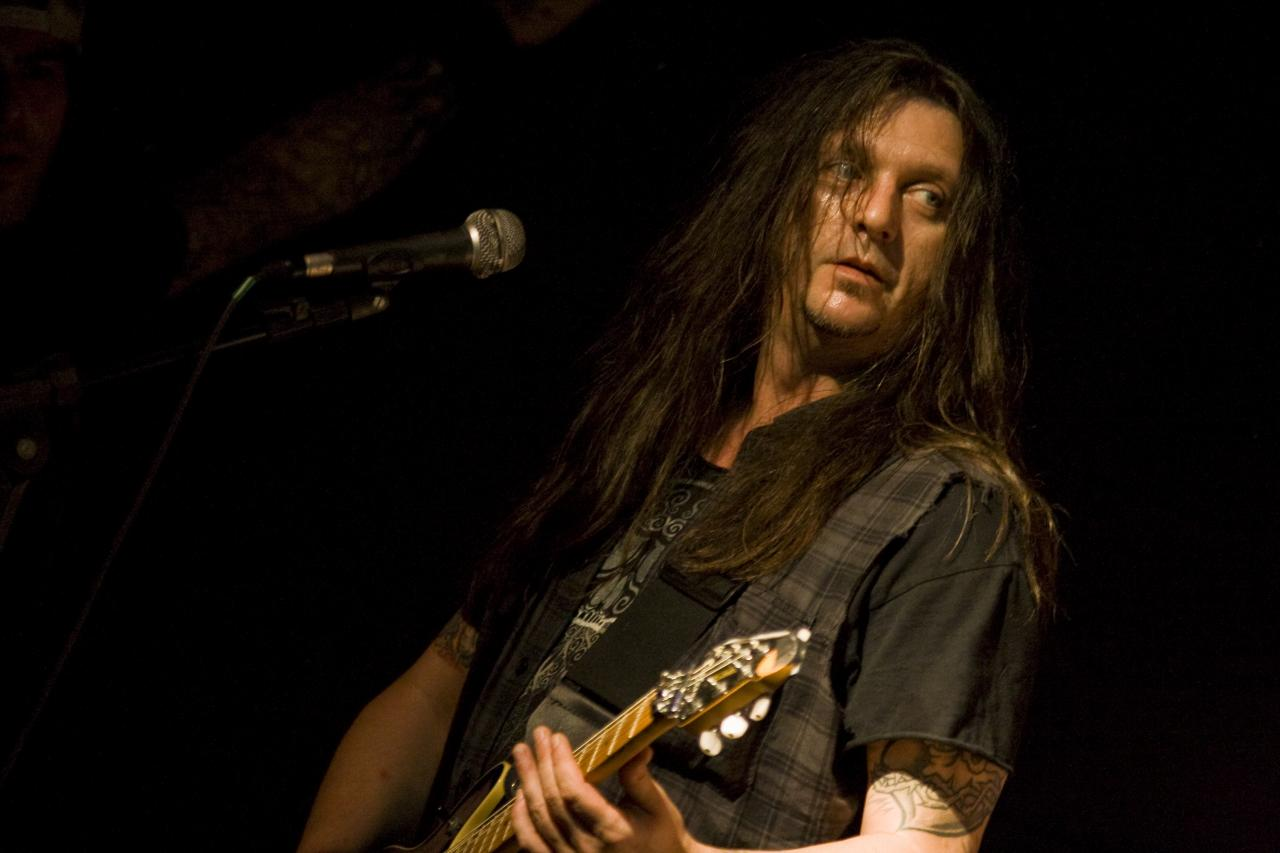
Dave "Snake" Sabo con gli Skid Row al "Manifesto Bar", il 28 novembre 2009 a San Paolo, Brasile

### Con gli Skid Row

#### Album studio
- Skid Row (1989)
- Slave to the Grind (1991)
- B-Side Ourselves (1992)
- Subhuman Race (1995)
- Thickskin (2003)
- Revolutions Per Minute (2006)

#### Live
- Subhuman Beings on Tour!! (1995)

#### Raccolte
- 40 Seasons: The Best of Skid Row (1998)

#### Partecipazioni
- Stairway to Heaven/Highway to Hell (1989)

### Altri album
- Mötley Crüe - Dr. Feelgood (1989)
- Ace Frehley - Trouble Walkin' (1989)
- Kryst the Conqueror - Deliver Us From Evil (1989)
- The Bloody Stools - Meet the Bloody Stools (1991)
- China Rain - Bed of Nails (1992)
- Duff McKagan - Believe in Me (1993)
- Ace Frehley - 12 Picks (1997)

### Tribute album
- Spacewalk: A Tribute to Ace Frehley (1996)